# KBS 뉴스와이드 (KBS 제1라디오)
KBS 뉴스와이드는 KBS 1라디오에서 방송했던 뉴스·시사 프로그램이다.

## 역사
2003년 7월 14일에 첫방송을 시작했으며, 초창기에는 1, 2, 3부로 나누어서 방송하다가, 2005년 5월 1일부터 1, 2, 3, 4부로 나누어서 방송했으나, 2008년 11월 16일 방송을 마지막으로 폐지되었다.

## 역대 방송시간
| 방송 채널   | 방송 기간                          | 방송 시간 |
| ----------- | ---------------------------------- | --- |
| KBS 1라디오 | 2003년 7월 14일 ~ 2004년 10월 17일 | 1부 : 매일 새벽 5:20 ~ 새벽 5:55, 2부 : 매일 오전 11:20 ~ 오전 11:58, 3부 : 매일 오후 2:40 ~ 오후 3:58                                   |
| KBS 1라디오 | 2004년 10월 18일 ~ 2005년 4월 30일 | 1부 : 매일 새벽 5:10 ~ 새벽 5:55, 2부 : 매일 오전 11:10 ~ 오전 11:58, 3부 : 매일 오후 2:30 ~ 오후 3:58                                   |
| KBS 1라디오 | 2005년 5월 1일 ~ 2008년 11월 16일  | 1부 : 매일 새벽 5:10 ~ 새벽 5:55, 2부 : 매일 오전 11:10 ~ 오전 11:58, 3부 : 매일 오후 3:10 ~ 오후 3:58, 4부 : 매일 오후 5:10 ~ 오후 5:58 |

## 역대 진행자

### 1부
- 2003년 7월 14일 ~ 2004년 4월 25일 : 이규봉, 정은승 前 아나운서
- 2004년 4월 26일 ~ 10월 17일 : 박노원, 백정원, 위서현 아나운서
- 2004년 10월 18일 ~ 2005년 4월 30일 : 박노원, 위서현 아나운서
- 2005년 5월 1일 ~ 2007년 4월 15일 : 김희수, 김진희 아나운서
- 2007년 4월 16일 ~ 2008년 11월 16일 : 전현무 前 아나운서

### 2부
- 2003년 7월 14일 ~ 2005년 4월 30일 : 故 박태남, 국혜정 아나운서
- 2005년 5월 1일 ~ 2008년 11월 16일 : 故 박태남 아나운서

### 3부
- 2003년 7월 14일 ~ 2004년 4월 25일 : 윤덕수, 정용실 아나운서
- 2004년 4월 26일 ~ 10월 17일 : 윤덕수, 신성원 아나운서
- 2004년 10월 18일 ~ 2005년 4월 30일 : 홍지명, 신성원 아나운서
- 2005년 5월 1일 ~ 2007년 4월 15일 : 신성원 아나운서
- 2007년 4월 16일 ~ 2008년 11월 16일 : 이상호 아나운서

### 4부
- 2005년 5월 1일 ~ 2007년 4월 15일 : 박노원 아나운서
- 2007년 4월 16일 ~ 2008년 11월 16일 : 신성원 아나운서

## 같이 보기
- KBS 제1라디오
- 뉴스와이드